# 梁文謙
梁文謙（558年—613年），安定郡乌氏县（今宁夏回族自治区固原市泾源县）人，隋朝官员。
梁文謙是梁彥光的儿子，弟弟是梁文讓。梁文谦高雅有父风，作为上柱国嫡子，例授仪同，袭封华阳郡公。隋文帝开皇十五年（595年），拜为上州刺史。隋炀帝即位，转饶州刺史。一年后，担任鄱阳郡太守，政绩称为天下之最。征拜为户部侍郎。隋炀帝征讨辽东高句丽，梁文谦领武贲郎将，不久以本官兼检校太府、卫尉二少卿。大业九年（613年），又领武贲郎将，担任卢龙道军副。杨玄感作乱，其弟武贲郎将杨玄纵先隶属于梁文谦，杨玄感造反的消息没有传来的时候而杨玄纵逃走，梁文谦没有察觉，于是被发配到桂林防守，不久去世，时年五十六岁。